# Oll Rinkrank
Oll Rinkrank ist ein Märchen (ATU 530, 1160). Es steht in den Kinder- und Hausmärchen der Brüder Grimm ab der 6. Auflage von 1850 an Stelle 196 (KHM 196) in Niederdeutscher Sprache und stammt aus der Fachzeitschrift Friesisches Archiv von 1849.

## Inhalt
Ein König will dem seine Tochter geben, der über einen Glasberg laufen könne. Die Tochter begleitet den Freier hinüber, falls er fiele. Sie rutscht aus, fällt in den Berg und wird nicht wiedergefunden, obwohl man den Berg wegbricht. Unten muss sie einem Alten mit langem grauem Bart dienen, der jeden Morgen mit einer Leiter aus dem Berg steigt und Schätze holt, bis beide alt sind und sich Frau Mansrot und Oll Rinkrank nennen. Eines Abends lässt sie ihn nicht ein, bis er durch eine Luke einsteigen will, wo sie ihn am Bart festklemmt. Er muss ihr die Leiter geben, sie geht zum Vater, der den Alten tötet und seine Schätze nimmt. Sie kriegt den früheren Bräutigam, und sie leben glücklich.

## Sprache
Der ganze Text ist auf Niederdeutsch überliefert. Als die Frau den Oll Rinkrank nicht einlässt, spricht er dreimal ein Gedicht, mit Variation am Schluss:
hir sta ik arme Rinkrank (hier steh ich armer Rinkrank)
up min söventein Benen lank, (auf meinen siebzehn Beinen lang)
up min en vergüllen Vot, (auf meinem einen vergoldeten Fuß)
Fro Mansrot, wask mi d' Schöttels (Str. 1), mak mi 't Bedd (Str. 2), do mi d' Dör apen (Str. 3). (Frau Mansrot, wasch mir die Schüsseln / mach mirs Bett / mach mir die Tür auf)
Sie antwortet auf die ersten zwei Strophen, sie habe die Schüsseln gewaschen, das Bett gemacht, nur nicht auf die dritte.

### Namensdeutung
Auf Niederdeutsch heißt rink Ring, Kreis und rank lang und dünn, man bzw. mân kann neben Mann auch Mond heißen, rôt bedeutet Ruß, Talg oder rot, rote das Verrotten. Auf friesisch heißt ring schlecht, minderwertig, kränkelnd, kümmerlich und krak auch hinfällig, schwach, mageres Tier oder boshafter Mensch.

## Herkunft
Der Sprachforscher Heinrich Georg Ehrentraut teilte Van de oll Rinkrank. Ein Mährchen aus Oestringen (Jeverland) in der Fachzeitschrift Friesisches Archiv mit (I, 1849, S. 162). Die Brüder Grimm übernahmen es praktisch unverändert und ohne weitere Anmerkung.

## Interpretation
Das einzige Grimm’sche Märchen aus seiner Gegend lässt sich keinem Märchentyp zuordnen, am ehesten ATU 530 Prinzessin auf dem Glasberg und ATU 1160 Einklemmen unholder Wesen. Die Motive Freierprobe, Glasberg, alter Zwerg und Einklemmen des Bartes sind nicht ungewöhnlich, eher schon der Umstand, dass die Prinzessin bei der Freierprobe scheitert (nicht er selbst) und dass sie in (nicht auf) dem Glasberg landet. Dies verdeutlicht vielleicht die Bedeutung des Glasberges als inneres Gefängnis, während der Freier hier nur eine Nebenrolle hat.
Hedwig von Beit deutet tiefenpsychologisch den Glasberg als Symbol der Sprödheit und Unzugänglichkeit, die vor den unreinen Seiten des Lebens zurückscheut. Dahinter arbeitet eine schmerzhafte Bindung zum Vater, der die Tochter nicht loslassen will. Vgl. KHM 65 Allerleirauh.